# Rio Maria Paula
O rio Maria Paula é um rio do estado do Rio de Janeiro formado pela junção dos rios Sapê e Pendotiba no bairro de Maria Paula, pouco antes de sua passagem sob a ponte da estrada do Rio do Ouro. Também recebe as águas da bacia do rio Muriqui que, por sua vez, tem como afluente o córrego do Jardim América.
O perfil de suas margens modificou-se bastante com o crescimento populacional do bairro, porém há ainda uma pequena vegetação no seu entorno. 
Sem estações de tratamento de esgoto, o curso d'água acaba servindo também de coletor de material in natura proveniente de valas a céu aberto ou de redes primárias de loteamentos e condomínios.
Consta dos registros que, no começo dos anos 1960, uma grande cabeça d'água fez desabar a primeira ponte de concreto que servia de ligação com o bairro de Tribobó (via Estrada Velha de Tribobó, hoje Rua Dalva Raposo). Nunca foi reconstruída.
O manancial adota o nome dos bairros seguintes onde passa: Colubandê e Alcântara. Com este último desemboca no rio Guaxindiba.